# Jaswant Thada
El Jaswant Thada es un mausoleo situado en Jodhpur, Rajastán, India, a las orillas de un pequeño lago, en las cercanías de la fortaleza de Mehrangarh. Fue construido por Sardar Singh en 1899 en memoria de su padre, el marajá Jaswant Singh II (1878-1895), el 33.º gobernante rathore de Jodhpur.
Jaswant Singh II está considerado por la mayoría como el mejor gobernante de Jodhpur y todavía hoy es recordado y venerado por el pueblo que le ofrece periódicamente plegarias y flores ante su imagen en el santuario.

## Arquitectura

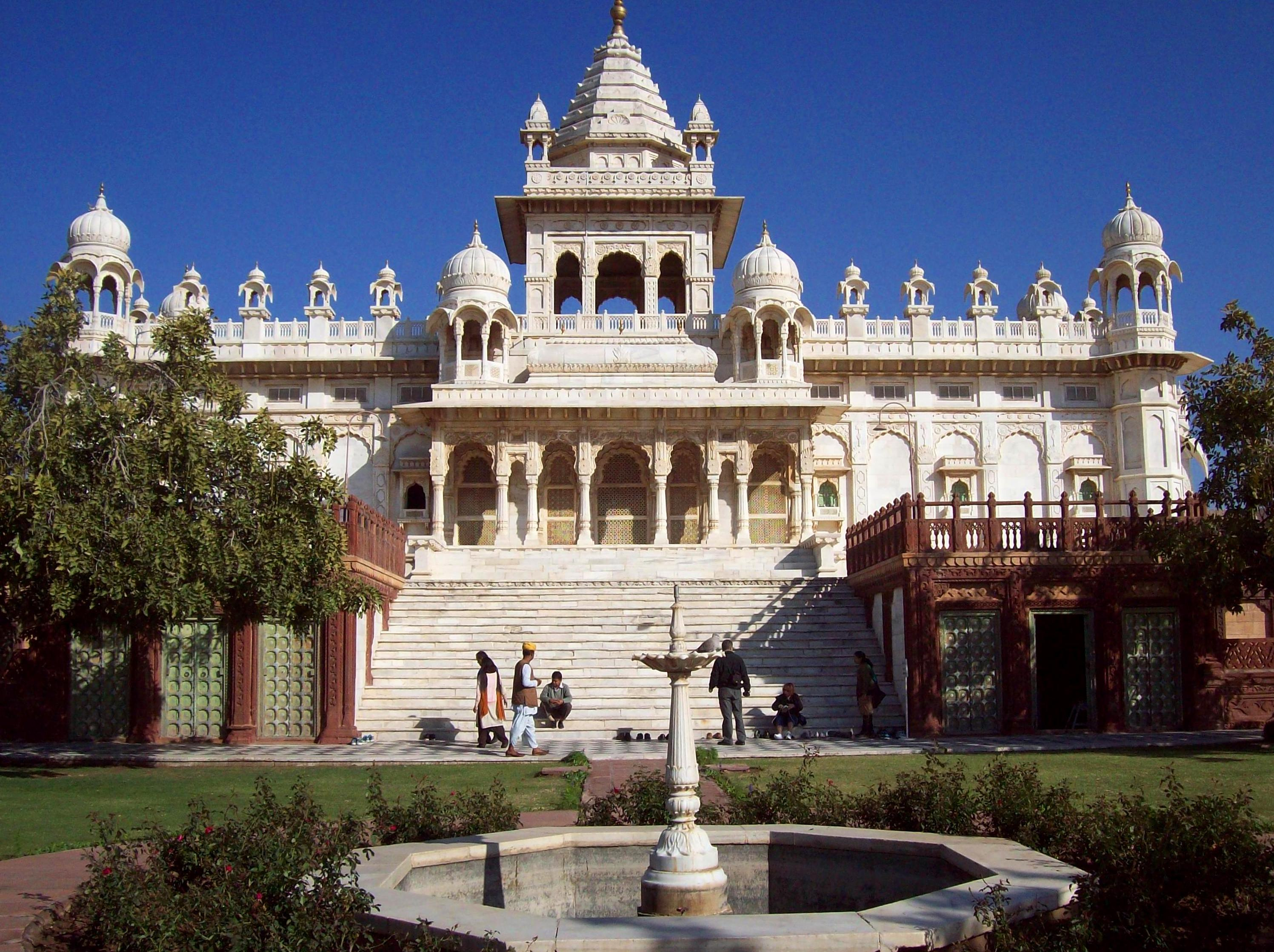
Mausoleo Jaswant Thada en Jodhpur, India.

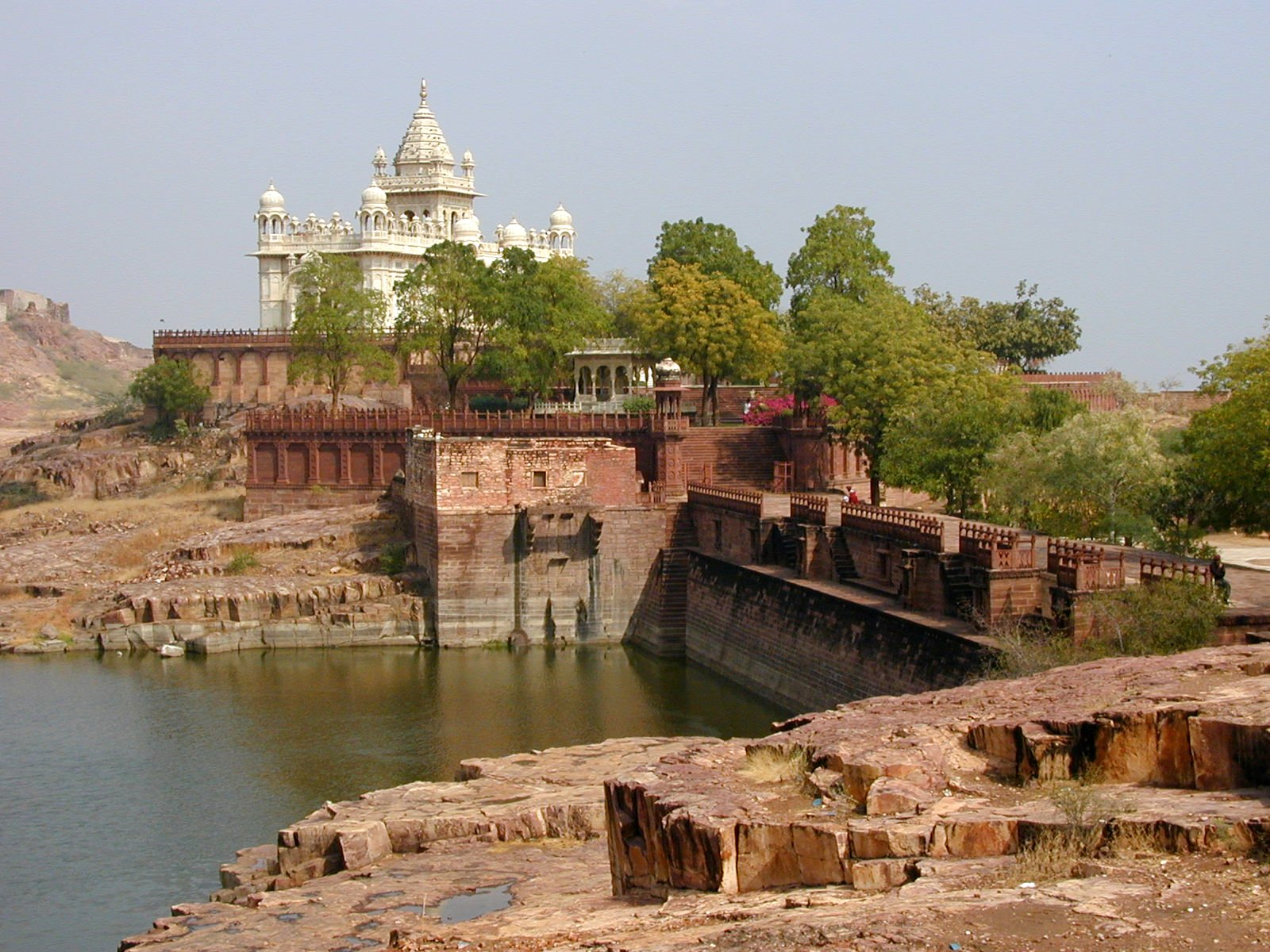
Lago y entrada al Jaswant Thada.

Es un monumento compendio de la arquitectura rajputa, conocido como el Taj Mahal de Marwar, construido con láminas finamente talladas y pulidas del mismo mármol blanco del Taj Mahal, que emiten una luz cálida cuando los rayos de sol se posan en su superficie.
El edificio principal se ha construido como un templo, con esculturas, frescos, bóvedas, pilares, chhatris y jalis (celosías de mármol), exhibiendo retratos de los gobernantes rathore de Jodhpur. También cuenta con dos cenotafios. Una parte del monumento está dedicado a las reinas que sacrificaron sus vidas en la pira del marajá Jaswant Singh.
En el exterior, se disponen como cenadores tallados con un jardín de varios niveles y alberga también otros tres cenotafios y un monumento a un pavo real que voló en una pira funeraria.
El Estanque de los Dioses, dentro del complejo de Jaswant Thada, sirve como lugar de cremación tradicional para las familias reales de Jodhpur.
Enfrente del mausoleo hay una gran terraza desde la que se puede contemplar todo el complejo y los alrededores, con bellas vistas también del fuerte de Mehrangarh.
Anteriores gobernantes de la dinastía dispusieron sus cenotafios en la cercana localidad de Mandore.